# إسماعيل كروز كوردوفا
إسماعيل كروز كوردوفا هو ممثل أمريكي، ولد في 7 أبريل 1987 في الولايات المتحدة.

## أعمال

### مسلسلات
- ذا غود وايف
- شارع السمسم
- سيد الخواتم مسلسل[4]

## وصلات خارجية
- إسماعيل كروز كوردوفا على موقع IMDb (الإنجليزية)
- إسماعيل كروز كوردوفا على موقع ألو سيني (الفرنسية)
- إسماعيل كروز كوردوفا على موقع قاعدة بيانات الفيلم (الإنجليزية)
- إسماعيل كروز كوردوفا على موقع كينوبويسك (الروسية)